# Montréjeau
Montréjeau (em occitano:  Montrejau) é uma comuna francesa na região administrativa da Occitânia, no departamento do Alto Garona. Estende-se por uma área de 8.21 km², com 2.763 habitantes, segundo o censo de 2018, com uma densidade de 340 hab/km².